# Месне заједнице Новог Београда
Највећа општина у граду Београду и једна од највећих у Србији, Нови Београд, подељен је на 19 месних заједница, приказаних у табели доле. Адреса месне заједнице подразумева адресу управне канцеларије. Испод табеле приказана је мапа месних заједница.
| Редни број | Назив              | Адреса                       | Област | Напомене                                                      |
| ---------- | ------------------ | ---------------------------- | --- | ------------------------------------------------------------- |
| 1          | Павиљони           | Булевар маршала Толбухина 46 | блокови 7, 7а, 8 и 8а | Стари назив Булевара маршала Толбухина је Улица Гоце Делчева. |
| 2          | Студентски град    | Народних хероја 30           | блокови 3, 4, 34, део блока 6, и блок 35                                                                                    |                                                               |
| 3          | Старо сајмиште     | Бродарска 1                  | блокови 17, 18, 19, и 20 |                                                               |
| 4          | Бежанија           | Пере Сегединца 13            | блокови 57, 57а, део блока 60, део блока 49, и зона А                                                                       |                                                               |
| 5          | Ледине             | Обреновачка бб               | Насеље Ледине, простор до границе са Општином Земун, односно Сурчином, и до границе са МЗ „Бежанија“ и МЗ „Бежанијска коса“ |                                                               |
| 6          | Фонтана            | Париске комуне 13            | блокови 1, 31, 32, и 33 |                                                               |
| 7          | Париске комуне     | Отона Жупанчича 14           | блокови 2, 5 |                                                               |
| 8          | Ушће               | Булевар Зорана Ђинђића 44    | блокови 13, 14, 15, 16, 21, и 22                                                                                            |                                                               |
| 9          | Икарус             | Алексиначких рудара 37       | блокови 11а, 11б, и део блокова 9а и 11ц                                                                                    |                                                               |
| 10         | Стари аеродром     | Народних хероја 42           | блокови 37, 38, 39, и део блокова 40, 41а, и 49                                                                             |                                                               |
| 11         | Академија          | Булевар уметности 27         | блокови 25, 28, 29, и део блока 41                                                                                          |                                                               |
| 12         | Сава               | Јурија Гагарина 221          | блокови 44, 45 |                                                               |
| 13         | Газела             | Милутина Миланковића 34      | блокови 18а, 19а, 23, 24, 42, и 43                                                                                          | Стари назив улице Милутина Миланковића је Трећи булевар.      |
| 14         | Савски кеј         | Јурија Гагарина 81           | блокови 58, 66, 66а, 67, 67а, 68, 69, 70, и 70а                                                                             |                                                               |
| 15         | Бежанијски блокови | Др Ивана Рибара 91           | блокови 61, 62 | до 2017. године ова месна заједница се звала Козара           |
| 16         | Дунавски кеј       | Булевар Зорана Ђинђића 64    | блокови 12, 26, 30, и део блока 10                                                                                          |                                                               |
| 17         | Младост            | Гандијева 114                | блокови 63, 64, 65 и део блока 40                                                                                           |                                                               |
| 18         | Бежанијска коса    | Партизанске авијације 25     | блокови 51, 52, 53, 54, 55, 55а и 59 и делови блокова 60 и 49                                                               |                                                               |
| 19         | Др Иван Рибар      | Милеве Марић Ајнштајн 28     | блокови 71, 72, Виноградска улица                                                                                           | основана 2016. године                                         |